# Alvan
Alvan – wieś w Stanach Zjednoczonych, w stanie Illinois, w hrabstwie Vermilion.